# Massamesso Tchangaï
Komi Massamesso Tchangaï, né le 8 août 1978 à Atakpamé et mort le 8 août 2010 à Lomé, est un footballeur international togolais qui évoluait au poste de défenseur central. Il a participé à la Coupe du monde 2006 avec la sélection togolaise.

## Biographie
Orphelin de père depuis l'enfance, il a fait ses débuts à Pagouda, sa ville d'origine, dans l'équipe de NANZOU, puis dans l'équipe de BOUNDJA de Kétao et enfin en première division togolaise avec ASKO de Kara, où il a terminé une saison sans défaites, portant également le brassard de capitaine.
Garçon très calme de sa génération, "Justin", comme l'appellent ses proches, aime le partage.
Née d'une mère sage-femme de formation, elle a pris soin de ses fils et a donné une éducation digne d'une kabiyé de la binah.
Il a effectué fin décembre 2007 un essai avec le club américain des Los Angeles Galaxy.
En fin d'année 2009 avec le Shenzhen Shanqingyin, il prend sa retraite de joueur et se lance dans le business en Chine.
Il meurt d'un arrêt cardiaque le 8 août 2010, jour de ses 32 ans, à Lomé. Il devait témoigner dans une affaire de stupéfiant et voulait apporter un démenti. Hospitalisé quelques jours au Centre Hospitalier Universitaire de Lomé Tokoin. 
Son ancien coéquipier de sélection, Moustapha Salifou, a confié « C’est une valeur sûre du football que nous venons de perdre. Quand la tension était à son comble au sein de l’équipe, il arrivait à calmer la hargne de tout le monde».
Musulman reconverti, il était marié à Mademoiselle Fofana[Qui ?] et père de trois enfants.

## Carrière

### En équipe nationale
- A joué sa première sélection le 11 août 1996 lors de Congo-  Togo.
- 1996-2008 : 37 sélections pour 5 buts
- Coupe du monde :
  - Premier tour en 2006 (3 matchs)
- Coupe d'Afrique des nations :
  - Premier tour en 1998 (3 matchs et 1 but), 2000 (3 matchs et 1 but), 2002 (0 match) et 2006 (2 matchs).

## Palmarès
- Championnat du Togo :
  - Champion en 1996 (ASKO de Kara).
- Championnat de Slovénie :
  - Vice-Champion en 1999 (HIT Gorica).